# Rokiškis
Rokiškis is een stad in Litouwen met 13.183 inwoners.

## Geschiedenis
De legende van de stichting van Rokiškis gaat over de jager Rokas die op hazen jaagde. De stad is terug te vinden in geschriften uit 1499. Aanvankelijk was het de residentie van prinses Kroszinski, later bouwde Tyzenhaus de neogotische kerk Saint Matthias en een kasteel dat heden ten dage goed onderhouden is. Het regionaal museum van Rokiškis is er ondergebracht.
Na de bouw van een spoorweg in 1873 begon de stad zich uit te breiden. In 1920 werden stadsrechten verleend.
In het boek Schöne Zeiten, Judenmord aus der Sicht der Täter und Gaffer (Ernst Klee e.a.) staat het verslag afgedrukt van Einsatzkommando 3, dat op 15 en 16 augustus 1941 in Rokiškis 3200 joodse mannen, vrouwen en kinderen executeerde met behulp van Litouwse partizanen.

## Industrie
Rokiškis is bekend om zijn kaasproductie. "Rokiškio sūris" is een van de grootste kaasfabrieken in Litouwen, gesticht in 1925 en door de Sovjets uitgebreid sinds 1964. Na renovatie en reorganisatie heeft deze belangrijke regionale werkgever een omzet van 400 miljoen litas (ongeveer 110 miljoen euro).